# Süddeutsche Zeitung

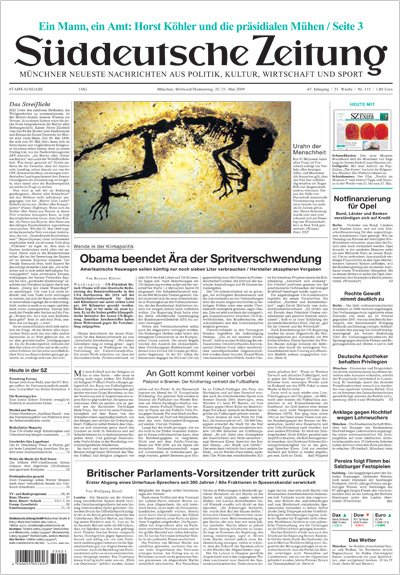
Prima pagina della Süddeutsche Zeitung.

La Süddeutsche Zeitung è uno dei più importanti quotidiani tedeschi. Viene stampato a Monaco di Baviera dal 1945 ed è vicino alle posizioni dei liberali ma con grande attenzione ai temi sociali. Vende circa 370 000 copie al giorno.